# Plagodis japonica
Plagodis japonica là một loài bướm đêm trong họ Geometridae.